# Адренолеукодистрофија
Адренолеукодистрофија (акроним АЛД) је редак наследни метаболички поремећај који се карактерише: губитком масног омотача (мијелинског омотача) око нервних влакана  који покрива нервне ћелије у мозгу (церебрална демијелинизација) и прогресивном дегенерацијом надбубрежне жлезде.  Мијелин делује као изолација око нервних влакана. Када је овај изолациони слој оштећен, нервни сигнали из мозга не могу правилно да комуницирају по целом телу, и изазивају  оштећене телесне функције или парализу.
Носилац адренолеукодистрофије у приближно 1 од 17.000 жена су носиоци адренолеукодистрофије.
Примарни фактор ризика је наслеђена мутација у гену ABCD1. Породична историја адренолеукодистрофије такође повећава ризик.
Симптоми овог поремећаја могу укључивати генерализовану слабост мишића (хипотонија), претеране рефлексне одговоре (хиперрефлексија), оштећену способност координације покрета (атаксија), спастичну делимичну парализу и/или осећај пецкања или мравињања у рукама или ногама.

## Епидемиологија
Распрострањеност
Адренолеукодистрофија погађа приближно 1 од 20.000 до 1 од 50.000 особа широм света.
Дистрибуција по полу
Адренолеукодистрофија првенствено погађа мушкарце због свог X-везаног рецесивног наслеђивања. Жене су типично носиоци и могу имати благе или никакве симптоме.
Узраст почетка
Церебрална адренолеукодистрофија у детињству, јавља се између 4. и 10. године, са брзом прогресијом.
Церебрална адренолеукодистрофија код адолесцената и одраслих, је блажи облик који се јавља током адолесценције или одраслог доба, са споријом прогресијом.
Адреномијелонеуропатија, манифестује се у одраслом добу (између 20. и 40. године код мушкараца и до 65. године код жена) са постепеним моторичким и сензорним дефицитима.
Географска и етничка дистрибуција
Адренолеукодистрофија се јавља широм света и погађа све етничке групе. Распрострањеност варира у зависности од генетских фактора и дијагностичких могућности.

## Етиологија
Адренолеукодистрофија спречава тело да разгради масне киселине веома дугог ланца (ВЛЦФА), узрокујући да се ови ланци масних киселина нагомилавају у мозгу, нервном систему и надбубрежној жлезди. Сматра се да акумулација изазива упалу у телу, оштећујући мијелински омотач.
Адренолеукодистрофија је генетско стање које може бити наслеђено од једног или оба родитеља. Болешћу су најтеже погађени мушкарци код којих се болест може појавити у детињству или у одраслом добу. Жене које су носиоци адренолеукодистрофије развијају блажи облик болести у одраслом добу.

### Генетика
Најчешћи тип АЛД је за Х-везан АЛД, која је узрокован генетским дефектом на Х хромозому. Мутације у гену АБЦД1 узрокују Х-везану адренолеукодистрофију. Ген АБЦД1 даје упутства за производњу протеина адренолеукодистрофије (АЛДП), који је укључен у транспорт одређених молекула масти званих веома дуголанчане масне киселине (ВЛЦФА) у пероксизому. Пероксизоми су мале врећице унутар ћелија које обрађују многе врсте молекула, укључујући ВЛЦФА.
Мутације гена АБЦД1 доводе до недостатка  АЛДП. Када овај протеин недостаје, транспорт и накнадно разлагање ВЛЦФА је поремећено, узрокујући абнормално високе нивое ових масти у телу. Акумулација ВЛЦФА може бити токсична за кортекс надбубрежне жлезде и мијелин. Истраживања сугеришу да акумулација ВЛЦФА изазива инфламаторни одговор у мозгу, што може довести до распада мијелина. Уништавање ових ткива доводи до знакова и симптома Х-везане адренолеукодистрофије.

#### Наслеђивање
Х-везана адренолеукодистрофија се наслеђује по Х-везаном обрасцу. Стање се сматраХ-везаним ако се мутирани ген који узрокује поремећај налази на Х хромозому, једном од два полна хромозома у свакој ћелији. Код мушкараца (који имају само један Х хромозом), једна измењена копија АБЦД1 гена у свакој ћелији је довољна да изазове Кс-везану адренолеукодистрофију. Поред тога, погођени мушкарци преносе измењени ген на све своје ћерке, али ниједном од својих синова.
Пошто жене имају две копије Х-хромозома, једна измењена копија АБЦД1 гена у свакој ћелији обично не изазива карактеристике Кс-везане адренолеукодистрофије које су тако тешке као оне код оболелих мушкараца. Већина жена са једном измењеном копијом гена развија неке здравствене проблеме повезане са овим поремећајем. Поред тога, погођене жене имају 50 посто шансе да пренесу измењени ген на свако од своје деце.
Знаци и симптоми Х-везане адренолеукодистрофије имају тенденцију да се појаве у каснијој доби код жена него код мушкараца. Погођене жене обично развијају карактеристике типа адреномијелонеуропатије.

### Адренолеукодистрофија мушкараца
| Фенотип                       | Опис | Године старости                                     | Приближна релативна учесталост                   |
| ----------------------------- | --- | --------------------------------------------------- | ------------------------------------------------ |
| Мождана у детињству           | Прогресивни неуродегенеративни пад који без лечења доводи до вегетативног стања                                            | 3-10 година                                         | 31-35%                                           |
| Младост                       | Слично можданој у детињству, са споријим напредовањем                                                                      | 11-21 год                                           | 4-7%                                             |
| Адреномијелонеуропатија (АМН) | Прогресивна неуропатија, парапареза; отприлике у 40% слућајева напредује до церебралног захвата                            | 21-37 година                                        | 40-46%                                           |
| Мождана одраслих              | Деменција, поремећаји понашања, слична прогресија као код можданог облик у детињству, али без претходног АМН фенотипа      | Одрасли 2-5%                                        |                                                  |
| Оливо-понто-церебеларна       | Укљученост мозга и можданог стабла                                                                                         | Адолесценти до одраслих                             | 1-2%                                             |
| Само Адисонова болест         | Адренална инсуфицијенција                                                                                                  | пре 7,5 година                                      | До 50% у детињству, варира са годинама           |
| Асимптоматска                 | Нема клиничке презентације, даље студије могу открити субклиничку инсуфицијенцију надбубрежне жлезде или благи АМН фенотип | Најчешћи фенотип код дечака млађих од четири године | Удео асимптоматских пацијената опада са годинама |

### Адренолеукодистрофија жена
| Фенотип                            | Опис                                                                     | Године старости                                                      | Приближна релативна учесталост             |
| ---------------------------------- | ------------------------------------------------------------------------ | -------------------------------------------------------------------- | ------------------------------------------ |
| Асимптоматски                      | Нема захваћености нерава или надбубрежне жлезде                          | Већина жена млађих од 30 година нема никаквих неуролошких поремећаја | Опада са годинама                          |
| Блага мијелопатија                 | Повећани дубоки рефлекси тетива, сензорне промене у доњим екстремитетима | Пунолетство (одрасло доба)                                           | Отприлике 50% жена је старије од 40 година |
| Умерена до тешка мијелонеуропатија | Слично као код мушког АМН фенотипа, али касније и блажи                  | Одрасли                                                              | Отприлике 15% жена је старије од 40 година |
| Захваћеност мозга                  | Прогресивна деменција и опадање                                          | Ретко у детињству, чешће код одраслих                                | ~ 2%                                       |
| Захваћеност надбубрежних жлезда    | Примарна инсуфицијенција надбубрежне жлезде                              | Сви узрасти                                                          | ~ 1%                                       |

### Облици за Х-везанеАЛД
АЛД са почетком у детињству
Овај облик Х-везаног АЛД обично се јавља између 4. и 10. године. Бела материја мозга је прогресивно оштећена (леукодистрофија), а симптоми се временом погоршавају. Ако се не дијагностикује рано, АЛД са почетком у детињству може довести до смрти у року од пет до 10 година.
Адисонова болест
Жлезде које производе хормоне (надбубрежне жлезде) често не производе довољно стероида (надбубрежна инсуфицијенција) код људи који имају АЛД , што узрокује облик за Х-везаног АЛД - а познат као Адисонова болест.
Адреномиелонеуропатија
Овај облик Х-везаног АЛД који се јавља код одраслих (и који полако напредује деценијама) је мање озбиљан и споро прогресиван облик. Жене које су носиоци АЛД могу развити благи облик адреномијелонеуропатије.
Симптоми могу укључивати укочен ход при ходању и дисфункцију бешике и црева. Многи пацијенти често заврше у инвалидским колицима. 

## Клиничка слика
Симптоми АЛД често почињу између 4. и 10. године, али се могу појавити и касније у животу. Најчећшћи знаци исимптоми АЛД укључују:
- губитак вида
- потешкоће у учењу
- дисфагија (тешкоће при гутању)
- напади
- глувоћа
- недостатак координације и равнотеже
- умор
- повремено повраћање и мучнина,
- губитак телесне тежине
- недостатак апетита
- затамњење коже
- прогресивна деменција
- слабост мишића
- низак ниво глукозе у крви (шећера у крви)
- јутарње главобоље.

### Асимпатски случајеви
Постоје документовани асимптоматски мушкарци који немају симптоме АЛД у својим 60-им и 70-им годинама. Није утврђено како могу да имају варијанту гена АБЦД1 а да поседују повишене ВЛЦФА, и да не испољавају ни симптоме церебралне АЛД, адреналне инсуфицијенције или адреномијелонеуропатије.
Ћерке асимптоматских мушкараца постају обавезни носиоци, које могу и саме бити асимптоматске и које могу пренети варијанту на своју децу, што се онда асимптоматски одржава на  АЛД.
Синови асимптоматских мушкараца добијају само очев Y хромозом и стога не могу да наследе АЛД.

## Дијагноза
Након детаљне процене пацијентове медицинске историје, ако лекари мисле да пацијент можда болује од АЛД, они ће захтевати додатно тестирање:
Тестирање крви
Ови тестови проверавају високе нивое веома дуголанчаних масних киселина (ВЛЦФА) у болесниковој крви, које су кључни индикатор адренолеукодистрофије.
Узорци крви се користе и за генетско тестирање којим идентификују дефекте или мутације које узрокују АЛД . 
Крвним тестовима се такође процењује колико добро раде пацијентове надбубрежне жлезде.
Магнетна резонантна томографија
Снажни магнети и радио таласи стварају детаљне слике пацијентовог мозга током магнетне резонантне томографије. Ово омогућава да се открију абнормалности у  мозгу које би могле указивати на адренолеукодистрофију, укључујући оштећење нервног ткива (беле материје)  мозга.  
У дијагностици се  користи неколико типова магнетне резонантне томографије да би се виделе детаљније слике   мозга и открили рани знаци леукодистрофије.
Скрининг вида
Мерење визуелних одговора може пратити прогресију болести код мушкараца који немају друге симптоме.
Биопсија коже и култура ћелија фибробласта
У неким случајевима може се узети мали узорак коже да би се проверио повећан ниво ВЛЦФА .

## Терапија
Лекови и физикална терапија могу се користити за лечење симптома АЛД.
Ако се пацијенту дијагностикује болест још док је дете или у раној фази, трансплантација матичних ћелија може бити обећавајући третман за заустављање прогресије АЛД.
Опције лечења могу укључивати:
Трансплантација матичних ћелија
Ово може бити опција за успоравање или заустављање прогресије адренолеукодистрофије код деце ако се АЛД дијагностикује и лечи рано. Матичне ћелије се могу узети из коштане сржи преко трансплантације коштане сржи.
Лечење адреналне инсуфицијенције
Многи пацијенти који имају АЛД развијају инсуфицијенцију надбубрежне жлезде и морају редовно да се тестирају надбубрежне жлезде. Инсуфицијенција надбубрежне жлезде може се ефикасно лечити стероидима (замена кортикостероида).
Медикаментна терапија
Лекове који  се корсите у терапију помажу  и/или  ублажавању симптоме укоченост и нападе.
Физикална терапија
Физикална терапија може помоћи у ублажавању мишићних грчева и смањењу ригидности мишића. 
Лекар физикалне медицине може пацијенту препоручити инвалидска колица и друге уређаје за кретање ако је то потребно.

## Импликације по јавно здравље
Рана дијагноза путем скрининга новорођенчади је кључна. Генетско саветовање породица је неопходно. Потребна је повећана свест и истраживање како би се побољшала дијагностика, лечење и подршка.

## Спољшње везе
- Adrenoleukodystrophy at National Center for Biotechnology Information

|  | Молимо Вас, обратите пажњу на важно упозорење у вези са темама из области медицине (здравља). |